# ロバート・フォックス (プロデューサー)
ロバート・フォックス（Robert Fox、1953年3月25日 - ）はイギリスの映画プロデューサーである。兄は俳優のエドワード・フォックスとジェームズ・フォックス。女優ナターシャ・リチャードソンは元妻。母方の祖父は劇作家のフレデリック・ロンズデール。

## 映画
- つぐない　2007年
- あるスキャンダルの覚え書き 2006年
- クローサー 2004年
- めぐりあう時間たち 2002年
- アイリス 2001年
- 湖畔のひと月 1995年
- アナザー・カントリー 1983年